# آدریانا اوکامپو
آدریانا سی. اوکامپو اوریا (انگلیسی: Adriana Ocampo؛ زادهٔ ۵ ژانویهٔ ۱۹۵۵) اخترزمین‌شناس کلمبیایی و مدیر برنامه‌های علمی در مقر ناسا است.

## زندگی
آدریانا در ۵ ژانویه ۱۹۵۵ در بارانکیلا، کلمبیا به دنیا آمد. مادرش ترزا اوریا اوکامپو و پدرش ویکتور آلبرتو اوکامپو نام دارد. خانواده او به بوئنوس آیرس، آرژانتین نقل مکان کردند، و سپس در سال ۱۹۷۰، در سن ۱۴ سالگی به پاسادنا، کالیفرنیا نقل مکان کردند.

## تحصیلات
در سال ۱۹۷۰، اوکامپو به کالیفرنیا مهاجرت کرد و کارشناسی ارشد خود را در علوم در دانشگاه ایالتی کالیفرنیا، نورتریج و دکترای خود را در دانشگاه وریج آمستردام در هلند به پایان رساند. در سال ۱۹۷۳، زمانی که در دبیرستان تحصیل می‌کرد، یک شغل تابستانی در آزمایشگاه رانش جت (JPL) پیدا کرد. در آنجا او تصاویر ارسال شده توسط فضاپیمای وایکینگ را تجزیه و تحلیل می‌کرد. در سال ۱۹۸۰، اوکامپو شهروندی ایالات متحده را دریافت کرد.
او تحصیلات عالی خود را در رشته مهندسی هوافضا در کالج شهر پاسادنا همزمان با شرکت در یک برنامه تحت حمایت آزمایشگاه پیشرانه جت آغاز کرد. اوکامپو سپس به دانشگاه ایالتی کالیفرنیا منتقل شد و در آنجا رشته خود را تغییر داد. اوکامپو مدرک لیسانس خود را در رشته زمین‌شناسی از دانشگاه ایالتی کالیفرنیا، لس آنجلس در سال ۱۹۸۳ در حالی که در آزمایشگاه رانش جت کار می‌کرد، گرفت.

## فعالیت
در دوران دبیرستان و تحصیلات تکمیلی او در آزمایشگاه پیش‌رانش جت کار می‌کرد. او اولین کسی بود که با استفاده از تصاویر ماهواره‌ای تشخیص داد که حلقه‌ای از سنوت‌ها یا فروچاله‌ها تنها اثر سطحی دهانه مدفون دهانه چیکشلوب است. دهانه چیکشلوب در زیر شبه جزیره یوکاتان در مکزیک قرار دارد. این تحقیق کمک قابل توجهی به درک این دهانه برخوردی کرد. فرض بر این بود که این دهانه توسط یک سیارک تشکیل شده‌است که منجر به انقراض دسته جمعی در زمین شده‌است. این مورد قبلاً در اوایل دهه ۱۹۸۰ توسط فیزیکدان لوئیس والتر آلوارز و پسرش زمین‌شناس والتر آلوارز مطرح شده بود. با این حال، تنها مدرکی که این نظریه را تأیید می‌کند، وجود ایریدیم در مرز کرتاسه–پالئوژن بود، زیرا مشخص شد که این عنصر عمدتاً در سیارک‌ها و دنباله‌دارها وجود دارد. ا
او به عنوان مدیر ارشد برنامه برای برنامه مرزهای نو ناسا مسئولیت نظارت بر این برنامه را بر عهده دارد. او همچنین در حال حاضر مدیر برنامه کشف ماموریت لوسی است که اولین مأموریت کاوش سیارک‌های تروجان به‌شمار می‌آید. اوکامپو مجری برنامه مأموریت فضاپیمای جونو به مشتری نیز بود.
آدریانا اوکامپو در ناسا در یک آزمایشگاه پردازش تصویر چند مأموریتی کار می‌کرد او یکی از اعضای تیم تصویربرداری برنامه وایکینگ بود که در آن تصاویری از ماهواره‌های فوبوس و دیموس مریخ را طراحی، تجزیه و تحلیل و تولید کرد که توسط ناسا در سال ۱۹۸۴ منتشر شد و بعداً برای برنامه‌ریزی مأموریت فوبوس شوروی مورد استفاده قرار گرفت.

## جوایز
او در سال ۱۹۹۲ جایزه زن سال در علم را از Comisión Femenil دریافت کرد در سال ۲۰۰۲ از سوی مجله دیسکاور به عنوان یکی از مهم‌ترین زنان علم معرفی شد. برای بزرگداشت کمک‌های او در اکتشاف فضایی، یک سیارک به نام او نامگذاری شده‌است. این سیارک 177120 Ocampo Uría توسط ستاره‌شناس آمریکایی مارک بوئی در رصدخانه ملی کیت پیک در سال ۲۰۰۳ کشف شد. در مارس ۲۰۲۲، اوکامپو در مراسم جوایز لایف‌تایم آمریکای لاتین به دلیل میراث الهام بخشش به عنوان دانشمند مورد تقدیر قرار گرفت.